# Geheimrat Dr. Oldenburg

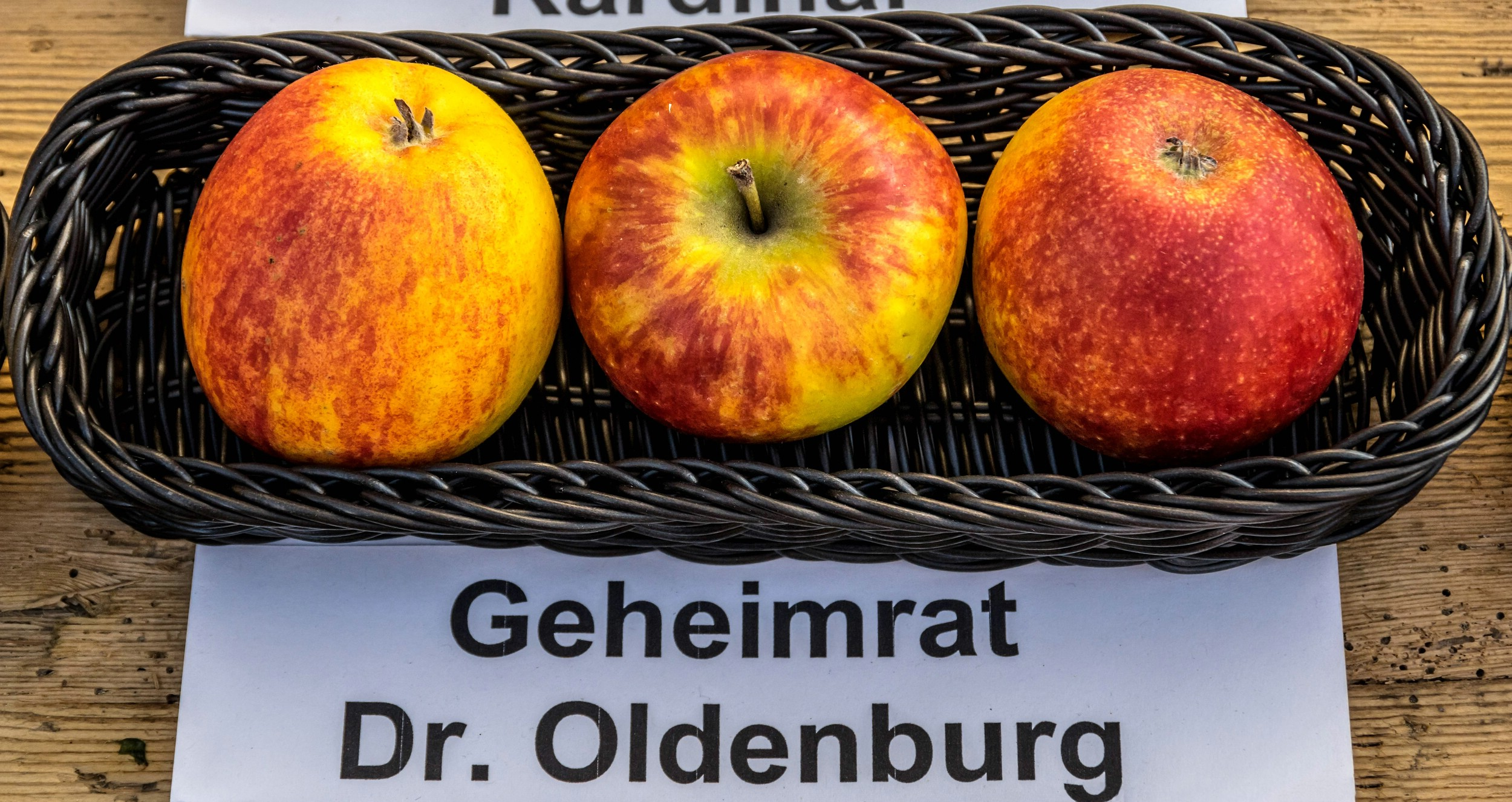
Ansicht der Frucht

Geheimrat Dr. Oldenburg, oft einfach Oldenburg genannt, ist eine Apfelsorte, die 1897 an der damaligen Höheren Lehranstalt für Obstbau zu Geisenheim gezüchtet wurde. Ein Synonym ist Geheimrat Oldenburg, wohingegen Duchess of Oldenburg ein Synonym für die Apfelsorte Charlamowsky ist.
Die ersten Äpfel wurden 1904 geerntet und zu Ehren von Geheimrat Regierungsrat Dr. Oldenburg, vortragender Rat im damaligen landwirtschaftlichen Ministerium in Berlin, benannt.

## Baum
Der Baum benötigt gute Böden und Düngung und bildet dort eine mittelgroße, lichte Krone aus. Zwar setzt der Ertrag auch auf schlechteren Böden sehr früh und auch noch einigermaßen reichhaltig ein, aber der Baum zeigt hier ein zu geringes Wachstum und eine stärkere Empfindlichkeit gegen Obstbaumkrebs. Eine geschützte Lage ist auch wegen der geringen Sturmfestigkeit der Früchte von Vorteil, eine Verwendung als Hecke ist nicht sinnvoll.

## Frucht und Nutzung
Die Äpfel der Sorte Geheimrat Dr. Oldenburg sind mittelgroße, hochgebaute Tafelfrüchte mit gelbgrüner, auf der Sonnenseite teils kräftig roter Schale. Das Fruchtfleisch ist locker und saftig. Der Geschmack ist fein süßsäuerlich. Die Erntereife beginnt im September, während die Genussreife von Oktober bis über den Dezember geht. Die Apfelsorte wird nur selten gewerbsmäßig angebaut.
Die Frucht der Sorte Geheimrat Dr. Oldenburg ist „aufgrund ihres einzigartigen, fast exotisch wirkenden Geschmacks in vielen Liebhabergärten“ anzutreffen.

## Abstammung und Züchtung
Es handelt sich angeblich um eine Kreuzung aus den Sorten Minister von Hammerstein und Baumanns Renette. Molekulargenetische Untersuchungen können dies jedoch nicht bestätigen, vielmehr scheint Geheimrat Dr. Oldenburg von Ananasrenette und Alexander abzustammen.
Gesichert ist, dass Geheimrat Dr. Oldenburg Elter folgender Sorten ist:
- Alkmene (Geheimrat Dr. Oldenburg × Cox Orange)
- Dukat (Geheimrat Dr. Oldenburg × Cox Orange)

Aus der Kombination mit Cox Orange soll auch Clivia hervorgegangen sein. Ein anderer Abkömmling soll Helios sein.

## Bildergalerie

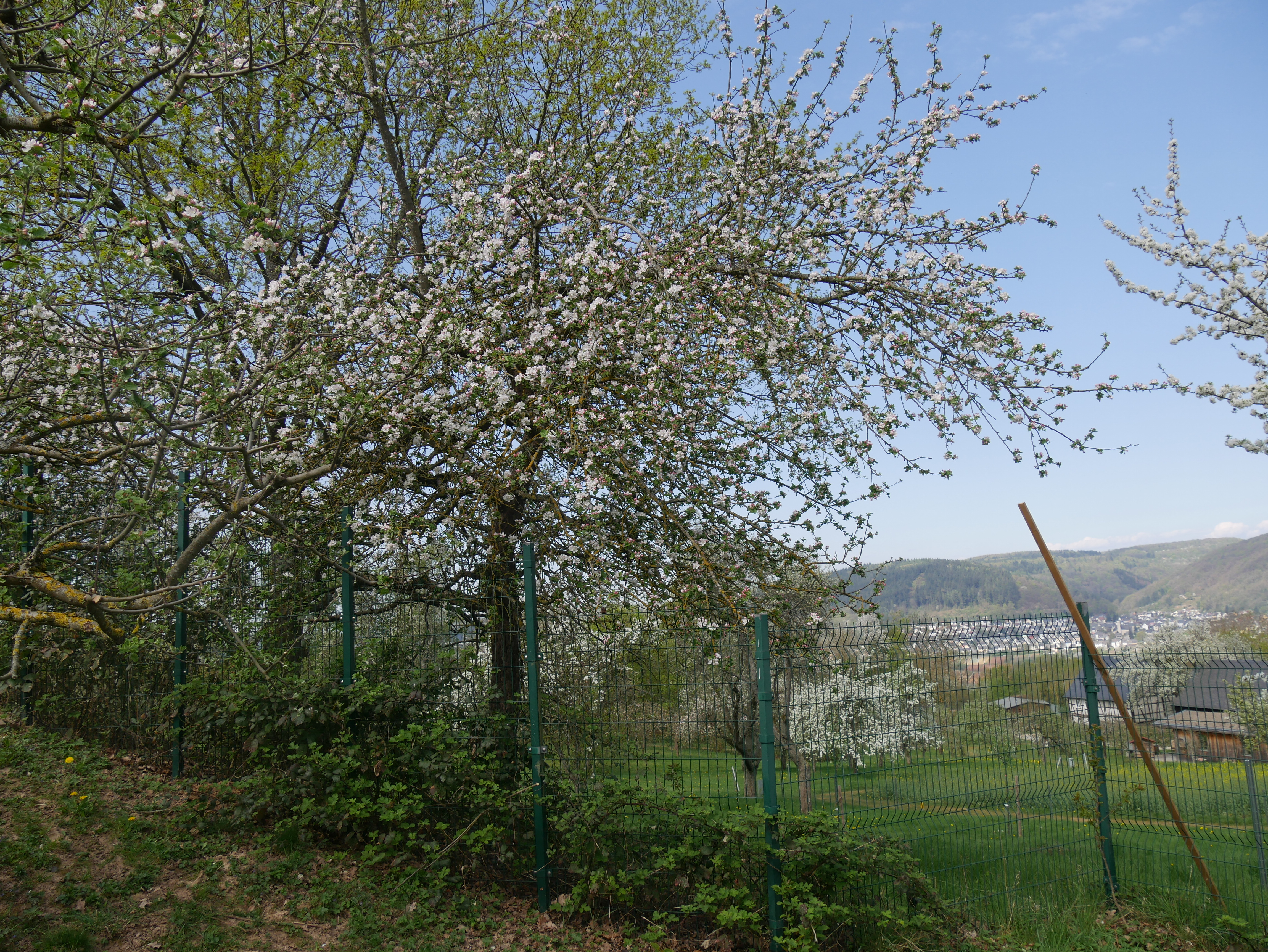
Ganzer Baum
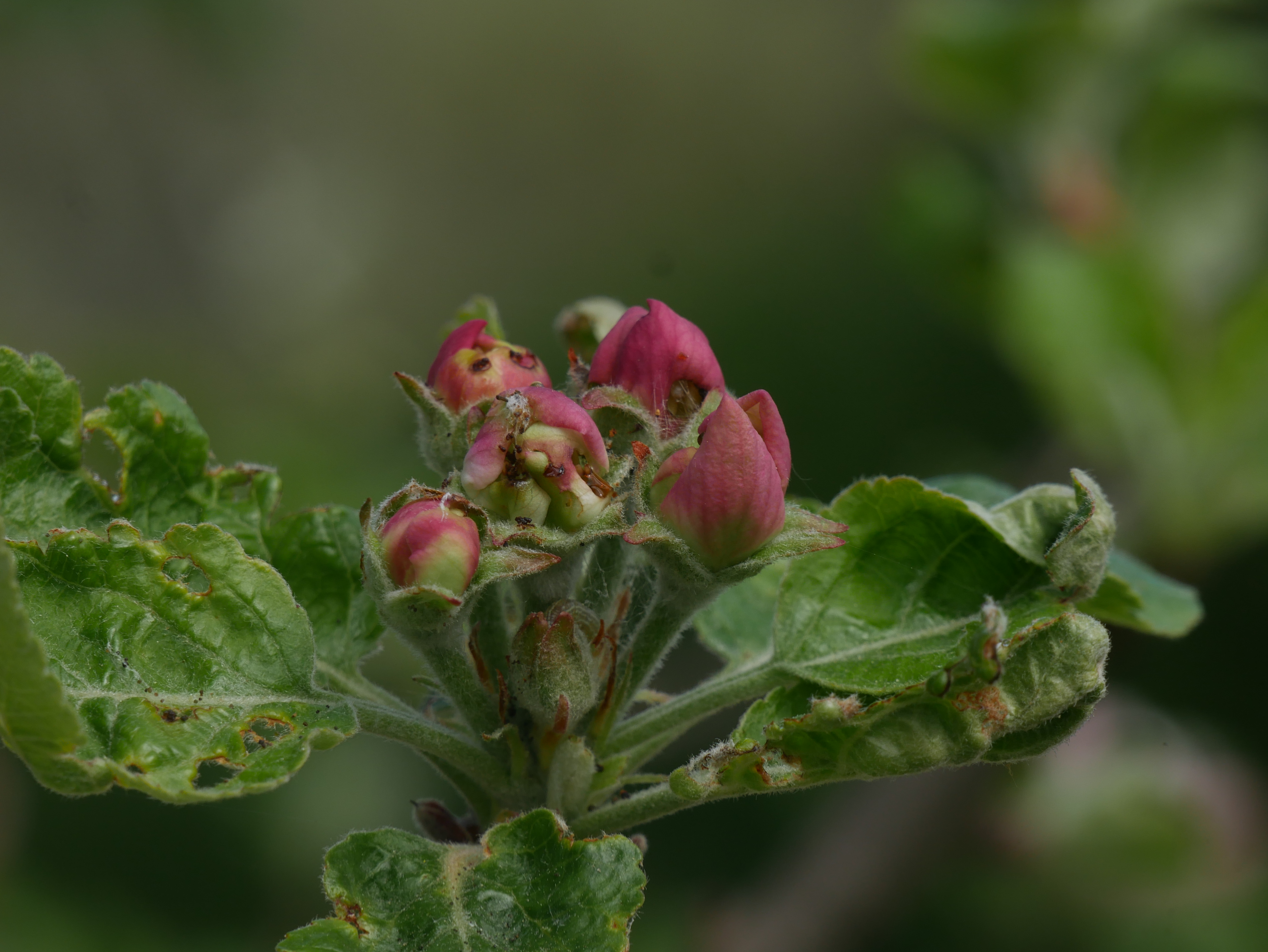
Knospen
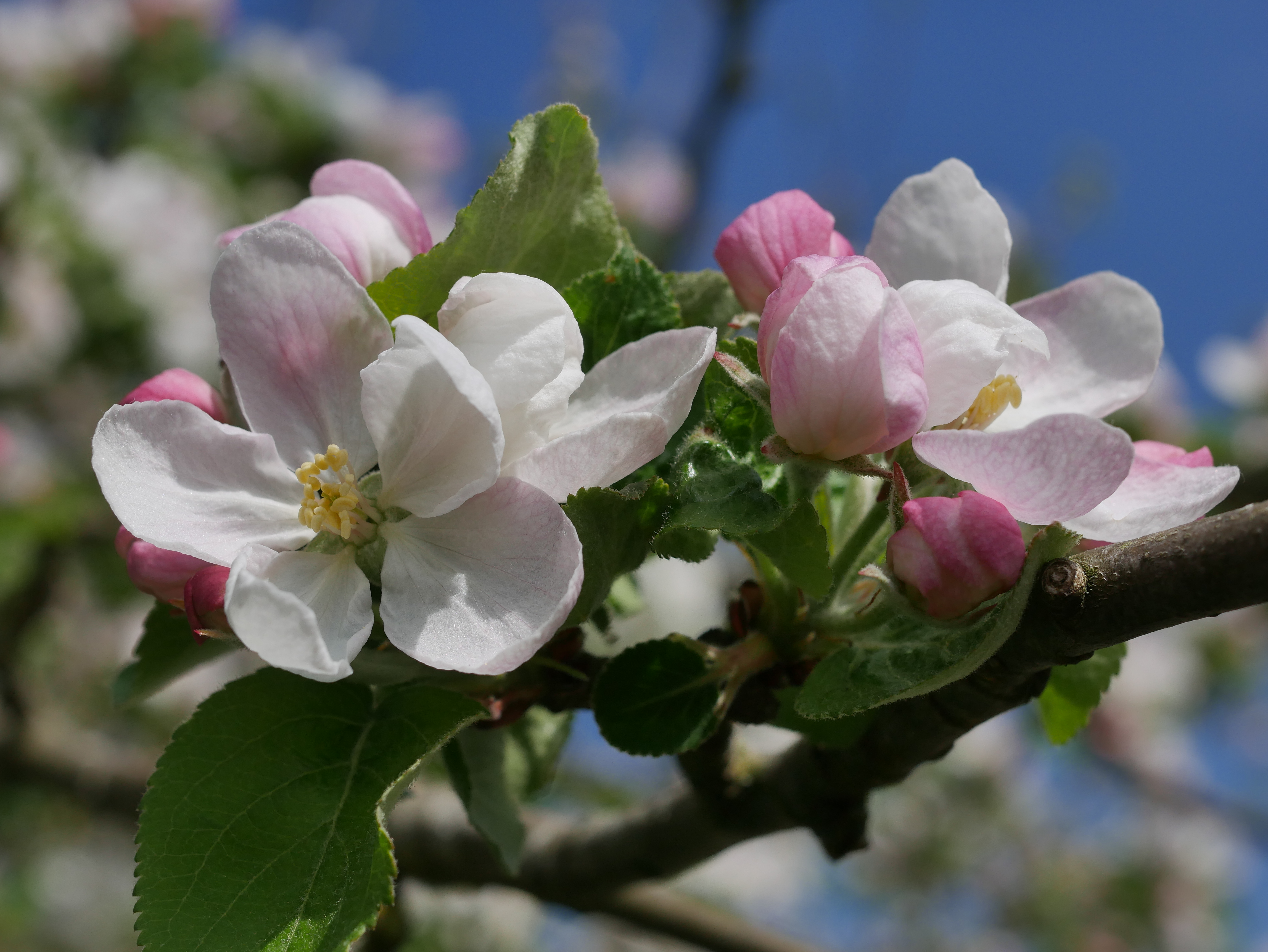
Blütenstand
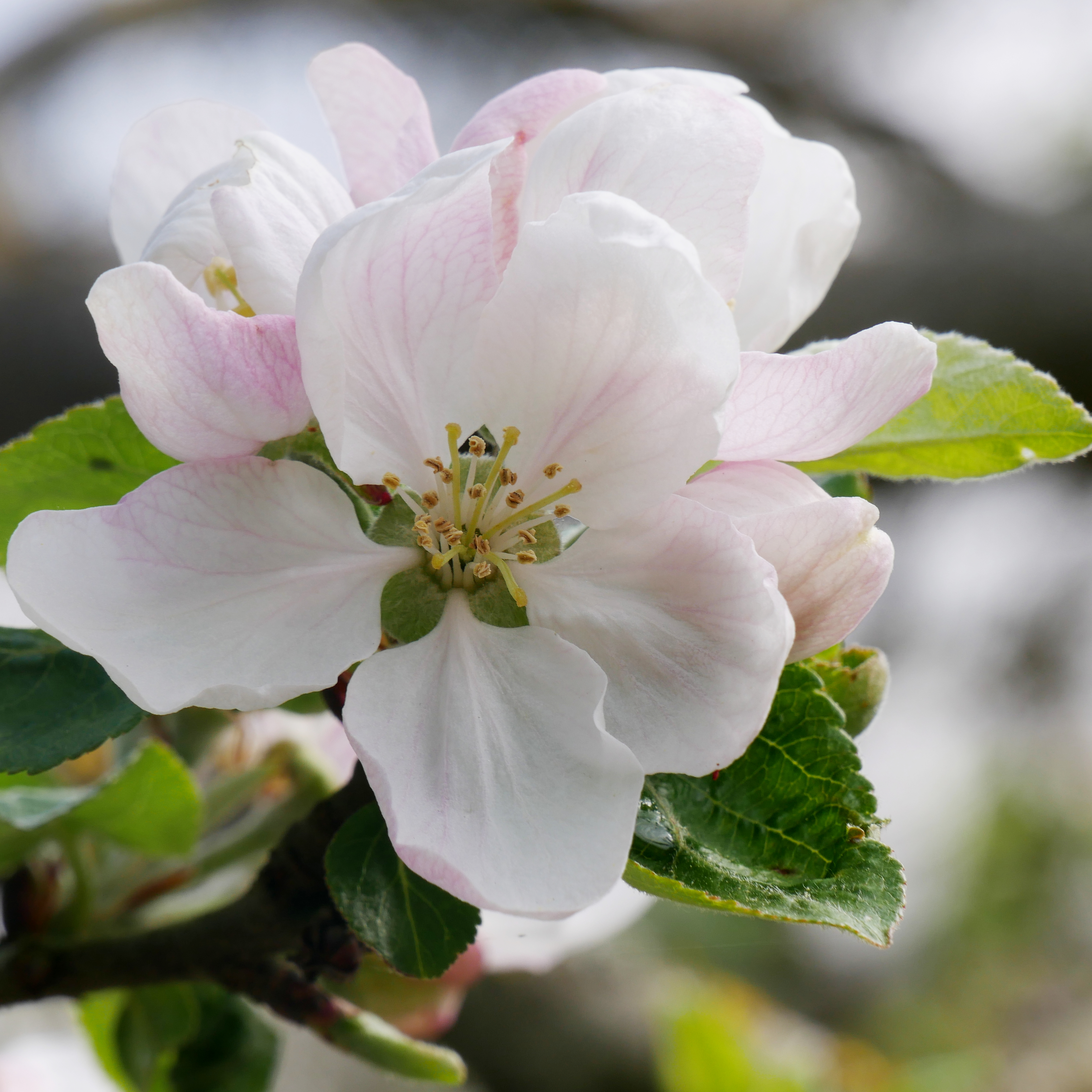
Einzelblüte
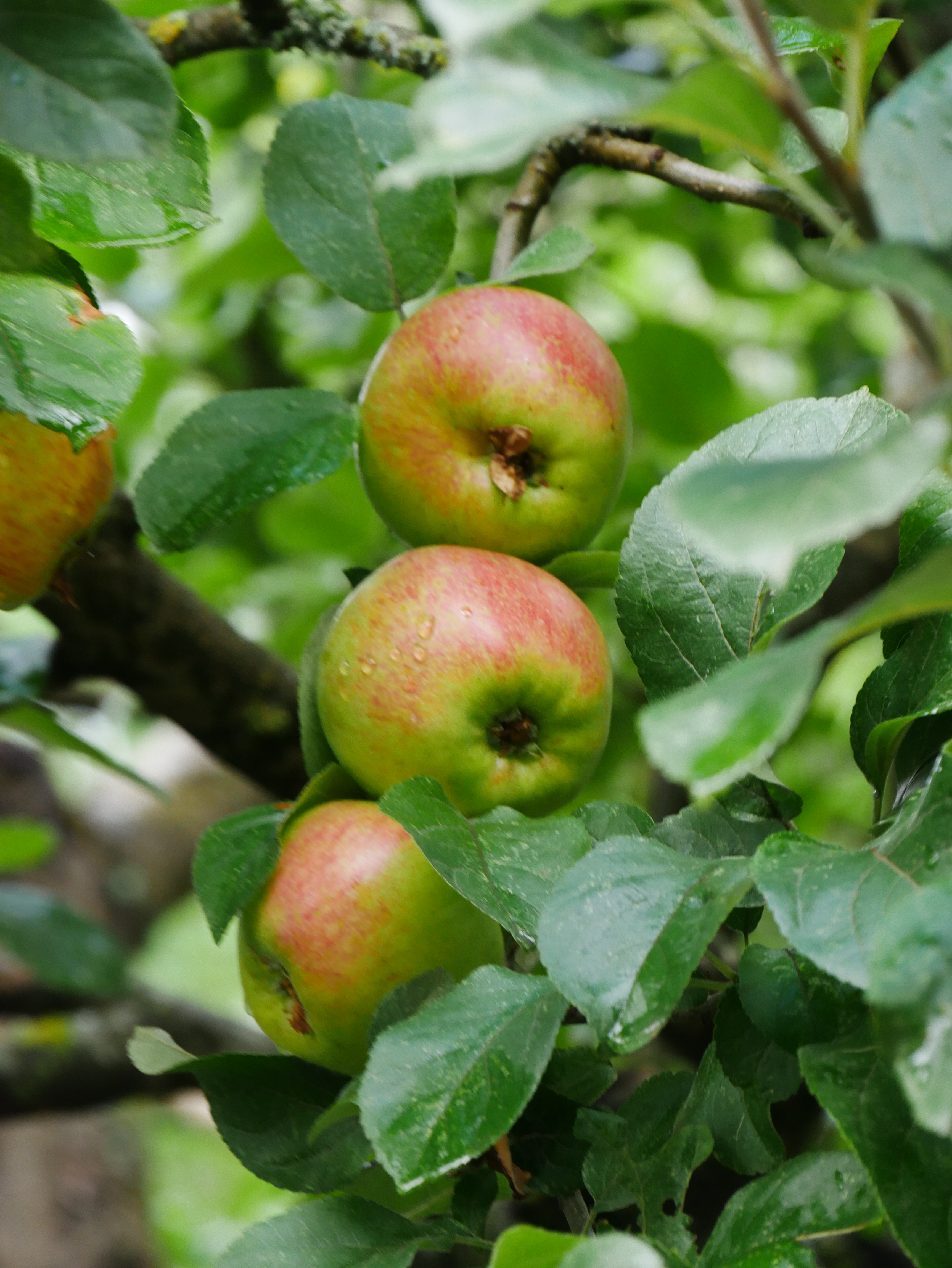
Früchte am Baum
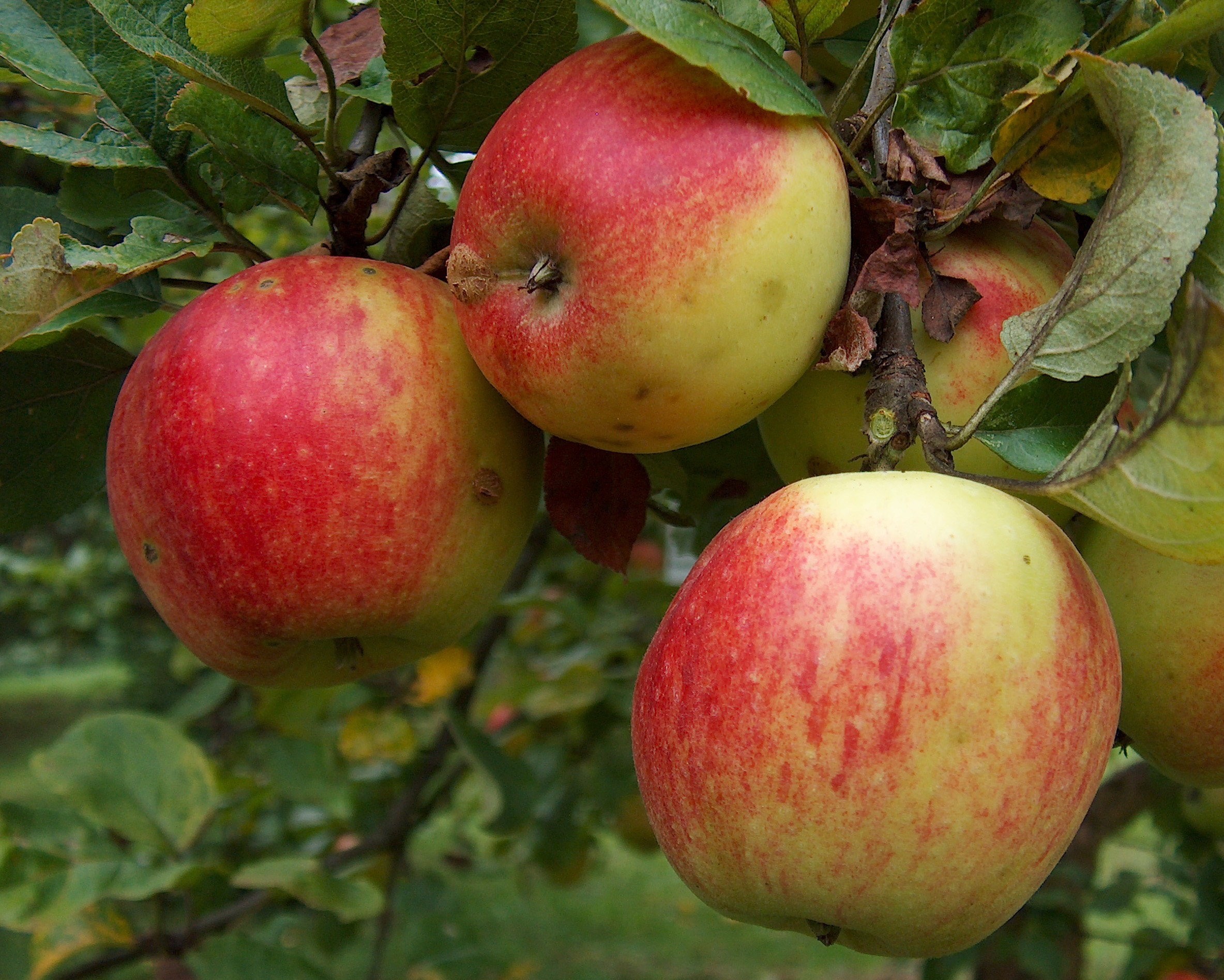
Frucht
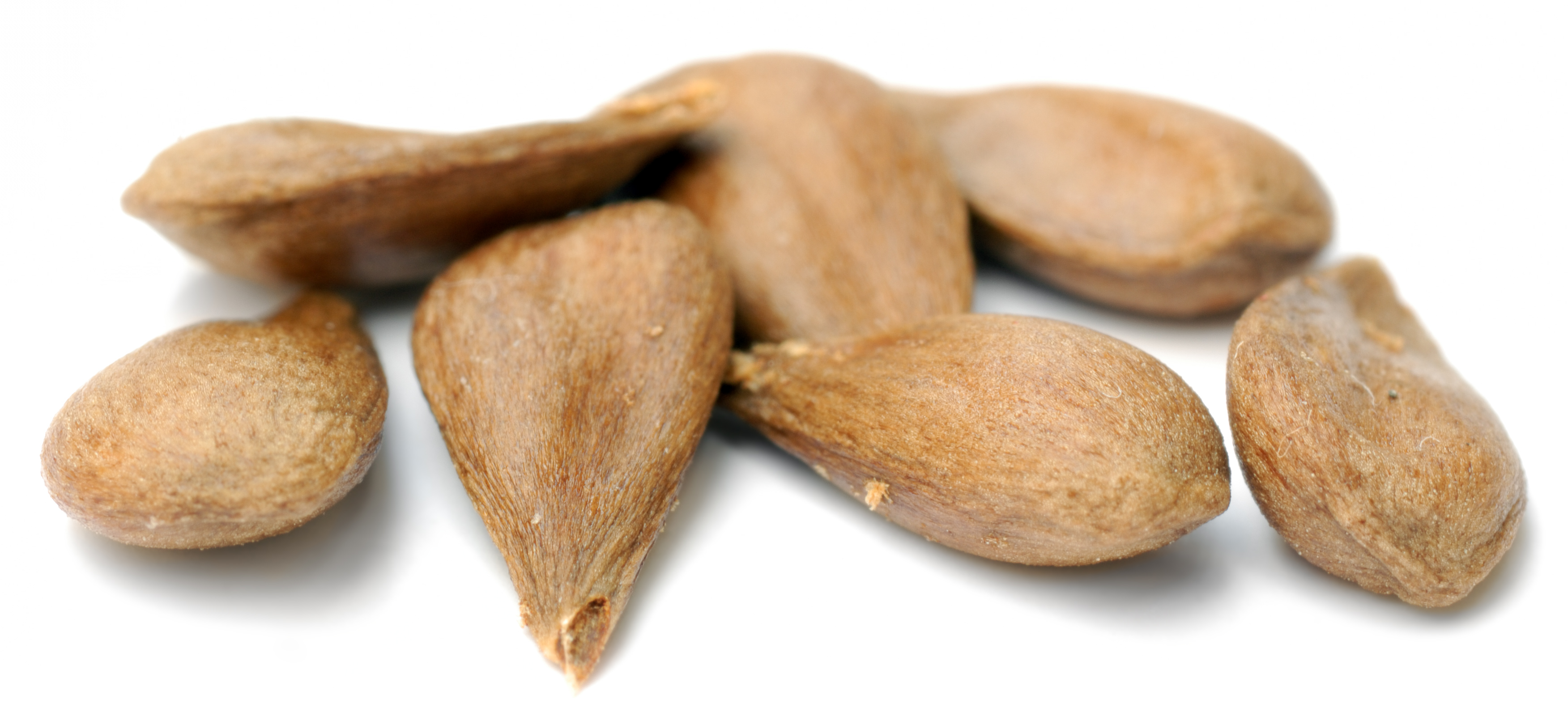
Apfelkerne der Sorte Geheimrat Dr. Oldenburg